# Wilson (Wisconsin)
Wilson es una villa ubicada en el condado de St. Croix en el estado estadounidense de Wisconsin. En el Censo de 2010 tenía una población de 184 habitantes y una densidad poblacional de 43,64 personas por km².

## Geografía
Wilson se encuentra ubicada en las coordenadas 44°57′30″N 92°10′14″O / 44.95833, -92.17056. Según la Oficina del Censo de los Estados Unidos, Wilson tiene una superficie total de 4.22 km², de la cual 4.22 km² corresponden a tierra firme y (0%) 0 km² es agua.

## Demografía
Según el censo de 2010, había 184 personas residiendo en Wilson. La densidad de población era de 43,64 hab./km². De los 184 habitantes, Wilson estaba compuesto por el 97.83% blancos, el 0% eran afroamericanos, el 0.54% eran amerindios, el 0% eran asiáticos, el 0% eran isleños del Pacífico, el 0% eran de otras razas y el 1.63% pertenecían a dos o más razas. Del total de la población el 0.54% eran hispanos o latinos de cualquier raza.